# ナイル諸語
ナイル諸語（ナイルしょご、Nilotic languages）はナイル・サハラ語族の東スーダン語派に属する言語グループである。話者はスーダン南部からタンザニアの間の広い地域に居住するナイロート族の人々である。ナイロート族は主に牛の放牧に従事している。ケニアおよびタンザニアの牧畜民マサイの言語はここに属する。このグループに属し話者が多いとされる言語はルオ語、ディンカ語、テソ語、キプシギス語、ヌエル語、ランゴ語、マサイ語、アチョリ語、ナンディ語、トゥルカナ語、アルル語、バリ語、カリモジョン語、トゥゲン語、トポサ語、ポコット語、ロトゥゴ語、ケヨ語である（Rottland 1981）。

## 分類
大きく分けて西・東・南の3つのグループに分類される。言語名は特に断りがない限り『言語学大辞典』（三省堂）による。分類は Hammarström et al. (2019) による。
- 西ナイル諸語（英語版）：
  - ディンカ・ヌエル諸語（Dinka-Nuer）
    - ディンカ語
    - Nuer-Reel
      - ヌエル語
      - Reel語

  - ルオ・ブルン諸語（Luo-Burun）
    - ブルン語（英語版）（Burun）
    - マバン・ジュムジュム諸語（Mabaan-Jumjum）
      - ジュムジュム語（Jumjum）
      - マバン語（Mabaan）

    - Northern Lwoo
      - アニュアク語（英語版）（Anuak; 別名: Anywa）
      - ジュル語（英語版）（Jur; 別名: Luwo）
      - シルク語（英語版）（Shilluk）
      - トゥリ語（英語版）（Thuri）
      - ベランダ・ボル語（英語版）（Belanda Bor）
      - Päri語

    - Southern Lwoo
      - アチョリ語
      - アドラ・アルル・ルオ諸語（Adhola-Alur-Luo）
        - アドラ・ルオ諸語（Adhola-Luo）
          - アドラ語（英語版）（Adhola）
          - ルオ語（Luo; 別名: Dholuo）

        - アルル語

      - ランゴ・クマム諸語（Lango-Kumam）
        - クマム語（英語版）（Kumam）
        - ランゴ語 (ウガンダ)（Lango） [laj]
- 東ナイル諸語（英語版）：
  - テソ・ロトゥゴ・マア諸語（Teso-Lotuxo-Maa）
    - テソ・トゥルカナ言語群（Teso-Turkana）
      - テソ語
      - Turkanic
        - カリモジョン語（英語版）（Karimojong）
        - トゥルカナ語（英語版）（Turkana）
        - トポサ語（英語版）（Toposa）
        - ニアンガトム語（英語版）（Nyangatom）

    - ロトゥゴ・マア諸語（Lotuxo-Maa）
      - オンガモ・マア言語群（Ongamo-Maa）
        - オンガモ語（英語版）（Ongamo; 別名: Ngasa）
        - Nuclear Maa
          - サンブル語
          - マサイ語

      - ロトゥゴ諸語（Lotuxo）
        - ドンゴトノ語（英語版）（Dongotono）
        - ランゴ語 (南スーダン)（英語版）（Lango） [lno]
        - ロコヤ語（英語版）（Lokoya）
        - ロトゥゴ語（英語版）（Lotuxo; 別名: Otuho）
        - ロピット語（英語版）（Lopit）

  - Bari-Kakwa-Mandari
    - Kakwa語
    - バリ語 (南スーダン)（英語版）（Bari）
    - Mandari語
- 南ナイル諸語（英語版）： 
  - カレンジン言語群
  - Tatoga-Omotik
    - オモティク語（英語版）（Omotik）
    - Gemein Datooga - この分類群の言語はいずれも Lewis et al. (2015) でダトーガ語（英語版）[2]（Datooga; ISO 639-3: tcc）の方言とされていたものである。
      - ビアンジダ語（Biyanjiida）
      - North-Central Datooga
        - イシミジェガ・ロティゲンガ語（Isimjeega-Rootigaanga）
        - バラバイガ・ギサムジャンガ語（Barabayiiga-Gisamjanga）
        - ブラディガ語（Buraadiiga）

## 関連文献
ドイツ語:
- Rottland, Franz (1981). "Die nilotischen Sprachen". In Bernd Heine, Thilo C. Schadeberg and Ekkehard Wolff (eds.), Die Sprachen Afrikas: Mit zahlreichen Karten und Tabellen. Hamburg: Helmut Buske. ISBN 3871184330 NCID BA03900861